# Petula Clark/Diskografie
Diese Diskografie ist eine Übersicht über die musikalischen Werke der britischen Schlagersängerin Petula Clark. Auf dem Höhepunkt ihrer Karriere in den 1960er Jahren veröffentlichte sie ihre meisten Schallplatten in englischer und deutscher Sprache. In Großbritannien wurde ihre Tonträger zu dieser Zeit bei der Schallplattenfirma Pye Records veröffentlicht, für den USA-Markt übernahm dies das Label Warner Bros. In Deutschland wurden Petula Clarks Schallplatten von der in Frankreich ansässigen Firma Vogue vertrieben.

## Alben

### Studioalben
| Jahr | Titel                                   | Höchstplatzierung, Gesamtwochen, AuszeichnungChartplatzierungen (Jahr, Titel, Platzierungen, Wochen, Auszeichnungen, Anmerkungen) | Höchstplatzierung, Gesamtwochen, AuszeichnungChartplatzierungen (Jahr, Titel, Platzierungen, Wochen, Auszeichnungen, Anmerkungen) | Anmerkungen |
| Jahr | Titel                                   | UK | US | Anmerkungen |
| ---- | --------------------------------------- | --- | --- | --- |
| 1956 | A Date With Pet                         | — | — | Erstveröffentlichung: 3. Januar 1956                                                                                            |
| 1957 | You Are My Lucky Star                   | — | — | Erstveröffentlichung: 27. September 1957                                                                                        |
| 1958 | A Musicorama                            | — | — | Erstveröffentlichung: 21. März 1958                                                                                             |
| 1962 | Rendez-vous avec Petula Clark           | — | — | Erstveröffentlichung: 15. Mai 1962                                                                                              |
| 1963 | Petula                                  | — | — | Erstveröffentlichung: 30. August 1963 deutschsprachiges Album                                                                   |
| 1964 | Downtown                                | — | US21 (36 Wo.)US | Erstveröffentlichung: 1964 |
| 1965 | I Know a Place                          | — | US42 (17 Wo.)US | Erstveröffentlichung: 14. Juli 1965                                                                                             |
| 1965 | The World’s Greatest International Hits | — | US129 (9 Wo.)US | Erstveröffentlichung: 31. Oktober 1965                                                                                          |
| 1966 | My Love                                 | — | US68 (12 Wo.)US | Erstveröffentlichung: 24. März 1966 nach dem Erfolg der Single A Sign of the Times auch unter diesem Namen wiederveröffentlicht |
| 1966 | I Couldn’t Live Without Your Love       | UK11 (10 Wo.)UK | US43 (16 Wo.)US | Erstveröffentlichung: 15. September 1966                                                                                        |
| 1967 | Hit Parade                              | UK18 (13 Wo.)UK | — | Erstveröffentlichung: 1967 |
| 1967 | Colour My World                         | UK16 (9 Wo.)UK | US49 (27 Wo.)US | Erstveröffentlichung: 3. Februar 1967 in US: Color My World / Who Am I                                                          |
| 1967 | These Are My Songs                      | UK38 (3 Wo.)UK | US27 (27 Wo.)US | Erstveröffentlichung: 30. August 1968                                                                                           |
| 1968 | The Other Man’s Grass Is Always Greener | UK37 (1 Wo.)UK | US93 (23 Wo.)US | Erstveröffentlichung: 1. Februar 1968                                                                                           |
| 1968 | Petula                                  | — | US51 (21 Wo.)US | Erstveröffentlichung: 31. Oktober 1968                                                                                          |
| 1969 | Portrait of Petula                      | — | US37 (11 Wo.)US | Erstveröffentlichung: 24. Juni 1969                                                                                             |
| 1969 | Just Pet                                | — | US176 (7 Wo.)US | Erstveröffentlichung: 13. Dezember 1969                                                                                         |
| 1970 | Memphis                                 | — | US198 (2 Wo.)US | Erstveröffentlichung: 17. Juni 1970                                                                                             |
| 1971 | Warm and Tender                         | — | US178 (3 Wo.)US | Erstveröffentlichung: 30. Januar 1971                                                                                           |
| 2013 | Lost in You                             | UK24 (2 Wo.)UK | — | Erstveröffentlichung: 22. Februar 2013                                                                                          |
| 2016 | From Now On                             | UK70 (1 Wo.)UK | — | Erstveröffentlichung: 25. Juli 2016                                                                                             |

### Kompilationen
| Jahr | Titel                                      | Höchstplatzierung, Gesamtwochen, AuszeichnungChartplatzierungen (Jahr, Titel, Platzierungen, Wochen, Auszeichnungen, Anmerkungen) | Höchstplatzierung, Gesamtwochen, AuszeichnungChartplatzierungen (Jahr, Titel, Platzierungen, Wochen, Auszeichnungen, Anmerkungen) | Anmerkungen |
| Jahr | Titel                                      | UK | US | Anmerkungen |
| ---- | ------------------------------------------ | --- | --- | ----------- |
| 1968 | Petula Clark’s Greatest Hits Vol. 1        | — | US57 (17 Wo.)US |             |
| 1977 | 20 All Time Greatest                       | UK18 (7 Wo.)UK | — |             |
| 2002 | The Ultimate Collection                    | UK18 (4 Wo.)UK | — |             |
| 2008 | Then & Now – The Very Best of Petula Clark | UK17 Silber · (5 Wo.)UK | — |             |

Weitere Kompilationen
- 1997: The Very Best of (UK: Silber)
- 2016: Sailor – 50 Internationale Erfolge

## Singles

### Englischsprachige Veröffentlichungen
| Jahr | Titel Album                                                                         | Höchstplatzierung, Gesamtwochen/‑monate, AuszeichnungChartplatzierungen (Jahr, Titel, Album, Platzierungen, Wochen/Monate, Auszeichnungen, Anmerkungen, Veröffentlichung) | Höchstplatzierung, Gesamtwochen/‑monate, AuszeichnungChartplatzierungen (Jahr, Titel, Album, Platzierungen, Wochen/Monate, Auszeichnungen, Anmerkungen, Veröffentlichung) | Höchstplatzierung, Gesamtwochen/‑monate, AuszeichnungChartplatzierungen (Jahr, Titel, Album, Platzierungen, Wochen/Monate, Auszeichnungen, Anmerkungen, Veröffentlichung) | Höchstplatzierung, Gesamtwochen/‑monate, AuszeichnungChartplatzierungen (Jahr, Titel, Album, Platzierungen, Wochen/Monate, Auszeichnungen, Anmerkungen, Veröffentlichung) | Anmerkungen | Veröffentlichung                                                                                               |
| Jahr | Titel Album                                                                         | DE | AT | UK | US | Anmerkungen | Veröffentlichung                                                                                               |
| ---- | ----------------------------------------------------------------------------------- | --- | --- | --- | --- | --- | --- |
| 1954 | The Little Shoemaker –                                                              | — | — | UK7 (10 Wo.)UK | — | französisches Original: Le petit cordonnier (Musik: Rudi Revil), englischer Text: Geoffrey Parsons, John Turner                                      | 13. April 1954 Polygon P1117 B-Seite: Helpless                                                                 |
| 1954 | Majorca –                                                                           | — | — | UK12 (5 Wo.)UK | — | französisches Original: Midinette – le bal aux Baléares (Musik: Louis Gasté), englischer Text: Johnny Lehmann                                        | 29. Dezember 1954 Polygon P1146 B-Seite: Fascinating Rhythm                                                    |
| 1955 | Suddenly There’s a Valley A Date With Pet                                           | — | — | UK7 (10 Wo.)UK | — | Autoren: Biff Jones, Charles Meyer | 7. Oktober 1955 Pye Nixa N15013 B-Seite: With Your Love                                                        |
| 1957 | With All My Heart A Musicorama                                                      | — | — | UK4 (18 Wo.)UK | — | Autoren: Peter De Angelis, Robert Marcucci | 4. Juli 1957 Pye Nixa N15096 B-Seite: Gonna Find Me a Bluebird                                                 |
| 1957 | Alone (Why Must I Be Alone) You Are My Lucky Star                                   | — | — | UK8 (12 Wo.)UK | — | Original: The Shepherd Sisters (Musik: Morton Craft, Text: Selma Craft)                                                                              | November 1957 Pye Nixa N15112 B-Seite: Long Before I Knew You                                                  |
| 1958 | Baby Lover –                                                                        | — | — | UK12 (7 Wo.)UK | — | Autor: Wandra Merrell Brown | 28. Februar 1958 Pye Nixa N15126 B-Seite: The Little Blue Man                                                  |
| 1961 | Sailor –                                                                            | — | — | UK1 (15 Wo.)UK | — | Original: Lolita (1960) in Deutsch unter dem Titel Seemann (Musik: Werner Scharfenberger; englischer Text: Norman Newell)                            | 13. Januar 1961 Pye 7N 15324 B-Seite: My Heart                                                                 |
| 1961 | Something Missing –                                                                 | — | — | UK44 (1 Wo.)UK | — | französisches Original: L’absent (Musik: Gilbert Bécaud), englischer Text: Jack Fishman                                                              | 24. März 1961 Pye 7N 15337 B-Seite: Isn’t This a Lovely Day                                                    |
| 1961 | Romeo –                                                                             | — | — | UK3 (15 Wo.)UK | — | Original: Salome, schönste Blume des Morgenlands (Musik: Robert Stolz, Text: Arthur Rebner, 1920); englischer Text: Jimmy Kennedy                    | 17. Juni 1961 Pye 7N 15361 B-Seite: You’re Getting to Be a Habit with Me                                       |
| 1961 | My Friend the Sea –                                                                 | — | — | UK7 (13 Wo.)UK | — | Musik: Ron Goodwin, Text: Jack Fishman | 6. Oktober 1961 Pye 7N 15389 B-Seite: With All My Love                                                         |
| 1962 | I’m Counting on You –                                                               | — | — | UK41 (2 Wo.)UK | — | Original: Johnny Nash, Autor: Alicia Evelyn | 23. Januar 1962 Pye 7N 15407 B-Seite: Some Other World                                                         |
| 1962 | Ya Ya Twist Rendez-vous avec Petula Clark                                           | — | — | UK14 (13 Wo.)UK | — | Original: Ya Ya von Lee Dorsey (Autoren: Lee Dorsey, Morris Levy, Clarence L. Lewis)                                                                 | 15. Februar 1962 Pye 7N 15448 B-Seite: C’est oui, c’est oui                                                    |
| 1963 | Casanova –                                                                          | — | — | UK39 (7 Wo.)UK | — | deutsches Original: Casanova baciami, siehe unten | Pye 7N 15522 Doppel-A-Seite: Chariot                                                                           |
| 1964 | Downtown                                                                            | DE1 (6 Mt.)DE | AT3 (2 Mt.)AT | UK2 Silber · (15 Wo.)UK | US1 Gold · (15 Wo.)US | Autor: Tony Hatch Millionenseller in den USA; Grammy (Rock and Roll); Grammy Hall of Fame                                                            | 30. Oktober 1964 Pye 7N 15722 / Warner 5494 / Vogue 14256 B-Seite: You’d Better Love Me                        |
| 1965 | I Know a Place                                                                      | DE35 (½ Mt.)DE | — | UK18 (8 Wo.)UK | US3 (12 Wo.)US | Autor: Tony Hatch Grammy (Rock & Roll, Gesang weiblich)                                                                                              | 19. Februar 1965 Pye 7N 15772 / Warner 5612 / Vogue 14324 B-Seite: Jack and John                               |
| 1965 | You’d Better Come Home –                                                            | — | — | UK44 (3 Wo.)UK | US22 (9 Wo.)US | Autor: Tony Hatch | 2. Juli 1965 Pye 7N 15864 / Warner 5643 / Vogue 14382 B-Seite: Heart                                           |
| 1965 | Round Every Corner –                                                                | — | — | UK43 (3 Wo.)UK | US21 (8 Wo.)US | Autor: Tony Hatch | 24. September 1965 Pye 7N 15945 / Warner 5661 / Vogue 14415 B-Seite: Two Rivers                                |
| 1965 | You’re the One I Know a Place                                                       | — | — | UK23 (9 Wo.)UK | — | Musik: Petula Clark, Text: Georges Aber | 29. Oktober 1965 Pye 7N 15991 B-Seite: Gotta Tell the World                                                    |
| 1965 | My Love                                                                             | DE13 (3 Mt.)DE | — | UK4 (9 Wo.)UK | US1 (13 Wo.)US | Autor: Tony Hatch die deutsche Version Verzeih’ die dummen Tränen war ebenfalls in den Charts, siehe unten                                           | Erstveröffentlichung: 19. Dezember 1965 Pye 7N 17038 / Warner 5684 / Vogue 14470 B-Seite: Where Am I Going?    |
| 1966 | A Sign of the Times My Love                                                         | — | — | UK49 (1 Wo.)UK | US11 (8 Wo.)US | Autor: Tony Hatch | 7. April 1966 Pye 7N 17071 / Warner 5802 – B-Seite: Time for Love Vogue 14484 – B-Seite: Where Did We Go Wrong |
| 1966 | I Couldn’t Live Without Your Love My Love                                           | — | — | UK6 (11 Wo.)UK | US9 (9 Wo.)US | Autoren: Tony Hatch, Jackie Trent in Deutschland war die deutsche Version So wunderbar verliebt zu sein in den Charts                                | 24. Juni 1966 Pye 7N 17133 / Warner 5838 / Vogue 14552 B-Seite: Your Way of Life                               |
| 1966 | Who Am I Colour My World                                                            | — | — | — | US21 (7 Wo.)US | Autoren: Tony Hatch, Jackie Trent | 30. September 1966 Pye 7N 17187 / Warner 5863 / Vogue 14580 B-Seite: Love Is a Long Journey                    |
| 1966 | Colour My World                                                                     | — | — | — | US16 (9 Wo.)US | Autoren: Tony Hatch, Jackie Trent | 2. Dezember 1966 Pye 7N 17218 / Warner 5882 / Vogue 14609 B-Seite: I’m Begging You                             |
| 1967 | This Is My Song –                                                                   | DE16 (3 Mt.)DE | — | UK1 (14 Wo.)UK | US3 (12 Wo.)US | Autor: Charlie Chaplin, für den Film Die Gräfin von Hongkong die deutsche Version Love – so heißt mein Song war ebenfalls in den Charts, siehe unten | 27. Januar 1967 Pye 7N 17258 / Vogue 14620 – B-Seite: The Show Is Over Warner 7002 – B-Seite: High             |
| 1967 | Don’t Sleep in the Subway –                                                         | — | — | UK12 (11 Wo.)UK | US5 (10 Wo.)US | Autoren: Tony Hatch, Jackie Trent | 19. Mai 1967 Pye 7N 17325 / Warner 7049 / Vogue 14639 B-Seite: Here Comes the Morning                          |
| 1967 | The Cat in the Window (The Bird in the Sky) The Other Man’s Grass Is Always Greener | — | — | — | US26 (7 Wo.)US | Autoren: Garry Bonner, Alan Gordon | 15. September 1967 Pye 7N 17377 / Warner 7073 / Vogue 14659 B-Seite: Fancy Dancin’ Man                         |
| 1967 | The Other Man’s Grass (Is Always Greener) The Other Man’s Grass Is Always Greener   | — | — | UK20 (9 Wo.)UK | US31 (7 Wo.)US | Autoren: Tony Hatch, Jackie Trent | 17. November 1967 Pye 7N 17416 / Warner 7097 / Vogue 14687 B-Seite: At the Crossroads                          |
| 1968 | Kiss Me Goodbye Petula                                                              | DE36 (½ Mt.)DE | — | UK50 (1 Wo.)UK | US15 (11 Wo.)US | Autoren: Les Reed, Barry Mason | 2. Februar 1968 Pye 7N 17466 / Warner 7170 / Vogue 14703 B-Seite: I’ve Got Love Going for Me                   |
| 1968 | Don’t Give Up Petula                                                                | — | — | — | US37 (7 Wo.)US | Autoren: Tony Hatch, Jackie Trent | 5. Juli 1968 Pye 7N 17580 / Warner 7216 / Vogue 14764 B-Seite: Every Time I See a Rainbow                      |
| 1968 | American Boys –                                                                     | — | — | — | US59 (8 Wo.)US | Autoren: Tony Hatch, Jackie Trent | 9. November 1968 Warner 7244 B-Seite: Look to the Sky                                                          |
| 1969 | Happy Heart Portrait of Petula                                                      | — | — | — | US62 (5 Wo.)US | Musik: James Last, Text: Jackie Rae | 25. April 1969 Pye 7N 17733 / Warner 7275 / Vogue 14869 B-Seite: Love Is the Only Thing                        |
| 1969 | Look at Mine –                                                                      | — | — | — | US89 (3 Wo.)US | Autoren: Tony Hatch, Jackie Trent | 29. August 1969 Pye 7N 17779 / Warner 7310 / Vogue 14914 B-Seite: You and I                                    |
| 1969 | No One Better Than You Just Pet                                                     | — | — | — | US93 (1 Wo.)US | Autor: Clive Westlake | 17. Oktober 1969 Pye 7N 17840 / Warner 7343 / Vogue 14959 B-Seite: Things Bright and Beautiful                 |
| 1971 | The Song of My Life Warm and Tender                                                 | — | — | UK32 (12 Wo.)UK | — | französisches Original: C'est le refrain de ma vie (Musik: Raymond Jeannot, Text: Franck Harvel), englischer Text: Jack Fishman                      | 8. Januar 1971 Pye 7N 45026 / Vogue 11169 – B-Seite: For Love Warner 7467 – B-Seite: Couldn’t Sleep            |
| 1971 | I Don’t Know How to Love Him –                                                      | — | — | UK47 (2 Wo.)UK | — | ursprünglich aus dem Musical Jesus Christ Superstar (1970) Musik: Andrew Lloyd Webber, Text: Tim Rice                                                | 26. November 1971 Pye 7N 45112 – B-Seite: Song Went Wrong Warner 7484 / Vogue 18072 – B-Seite: Maybe           |
| 1972 | My Guy –                                                                            | — | — | — | US70 (13 Wo.)US | Original: Mary Wells (1964); Autor: Smokey Robinson                                                                                                  | 14. Mai 1972 MGM 14392 B-Seite: Little Bit of Lovin’                                                           |
| 1972 | Wedding Song (There Is Love) –                                                      | — | — | — | US61 (10 Wo.)US | Autor und Original: Noel Stookey (1971) | 9. September 1972 Polydor 2058-295 / MGM 14431 B-Seite: Song Without End                                       |
| 1981 | Natural Love –                                                                      | — | — | — | US66 (6 Wo.)US | Autoren: Jeff Harrington, Jeff Pennig, Kim Espy, Phil Gernhardt                                                                                      | 29. Dezember 1981 Scotti Brothers ZS5 02676 B-Seite: Because I Love Him                                        |
| 1988 | Downtown ’88 –                                                                      | DE13 (14 Wo.)DE | — | UK10 (11 Wo.)UK | — | B-Seite: Downtown Neuaufnahme des Lieds von 1964, produziert von Eddy Ouwens                                                                         | Oktober 1988 PRT PYS19 / PRT 247 172-7                                                                         |

grau schraffiert: keine Chartdaten aus diesem Jahr verfügbar
Weitere Singles
| A- / B-Seite                                    | Pye-Katalog-Nr. | Veröffentlichung | deutsche Vogue | USA Warner Bros. |
| ----------------------------------------------- | --------------- | ---------------- | -------------- | ---------------- |
| Cinderella Jones / All Over Now                 | 7N 15281        | August 1960      |                |                  |
| Welcome Home / Les gens diront                  | 7N 15355        | April 1961       |                |                  |
| Whistlin’ for the Moon / Tender Love            | 7N 15437        | April 1962       |                |                  |
| Jumble Sale / Too Late                          | 7N 15456        | September 1962   |                |                  |
| The Road / No Love, No Nothin’                  | 7N 15478        | November 1962    |                |                  |
| I Will Follow Him / Darling Cheri               | 7N 15281        | Januar 1963      |                |                  |
| Valentino / Imagination                         | 7N 15517        | Juni 1963        |                |                  |
| Let Me Tell You / Be Good to Me                 | 7N 15551        | August 1963      |                |                  |
| Baby It’s Me / This Is Goodbye                  | 7N 15573        | Oktober 1963     |                |                  |
| Thank You / Crying Through a Sleepless Night    | 7N 15606        | Februar 1964     |                |                  |
| In Love / Forgetting You                        | 7N 15639        | April 1964       |                |                  |
| True Love Never Runs Smooth / Saturday Sunshine | 7N 15668        | Juni 1964        |                |                  |
| You’d Better Come Home / Heart                  | 7N 15864        | Juli 1965        | DV 14382       | 5643             |
| I Wanna Sing With Your Band / Eternally         | 7N 17646        | 1968             | DV 14815       |                  |
| Melody Man / Big Love Sale                      | 7N 17973        | 1970             |                |                  |
| The World Song / I Know What Love Is About      | 7N 45091        | 1971             |                |                  |

### Deutschsprachige Veröffentlichungen
| Jahr | Titel Album                                           | Höchstplatzierung, Gesamtwochen/‑monate, AuszeichnungChartplatzierungen (Jahr, Titel, Album, Platzierungen, Wochen/Monate, Auszeichnungen, Anmerkungen, Veröffentlichung) | Höchstplatzierung, Gesamtwochen/‑monate, AuszeichnungChartplatzierungen (Jahr, Titel, Album, Platzierungen, Wochen/Monate, Auszeichnungen, Anmerkungen, Veröffentlichung) | Anmerkungen | Veröffentlichung                                              |
| Jahr | Titel Album                                           | DE | AT | Anmerkungen | Veröffentlichung                                              |
| ---- | ----------------------------------------------------- | --- | --- | --- | ------------------------------------------------------------- |
| 1962 | Monsieur Petula                                       | DE1 (8 Mt.)DE | — | B-Seite: Kapitän, Kapitän Autoren: Karl Götz, Kurt Hertha | 14. August 1962 Vogue 14006                                   |
| 1963 | Casanova baciami Petula                               | DE2 (5 Mt.)DE | — | B-Seite: Petula’s Twist Autoren: Karl Götz, Kurt Hertha | 5. Januar 1963 Vogue 14036                                    |
| 1963 | Cheerio Petula                                        | DE6 (7 Mt.)DE | — | B-Seite: Padam, Padam französisches Original: Chariot (Musik Franck Pourcel und Paul Mauriat); deutscher Text: Georg Buschor wurde in der englischen Version von Little Peggy March als I Will Follow Him zum internationalen Hit | 10. April 1963 Vogue 14046                                    |
| 1963 | Mille mille grazie Petula                             | DE9 (3 Mt.)DE | — | Autoren: Karl Götz, Kurt Hertha | 2. August 1963 Vogue 14066 B-Seite: Gigolo giolino            |
| 1964 | Warum muss man auseinandergeh’n (Mit weißen Perlen) – | DE17 (4 Mt.)DE | — | Autoren: Werner Scharfenberger, Charly Niessen | Vogue 14021 B-Seite: Unser Liebestraum                        |
| 1964 | Alles ist nun vorbei –                                | DE37 (3 Mt.)DE | — | englisches Original: Anyone Who Had a Heart (Autoren Burt Bacharach, Hal David), deutscher Text: Ernst Bader | 12. April 1964 Vogue 14148 B-Seite: Vis-à-vis                 |
| 1966 | Es steht in den Sternen –                             | DE35 (½ Mt.)DE | — | Autoren: Hans Richard Danner, Karl Götz, Günter Loose | Vogue 14459                                                   |
| 1966 | Kann ich dir vertrauen –                              | DE17 (3 Mt.)DE | — | Musik: Peter Moesser, Text: Michael Holm | 3. Februar 1966 Vogue 14459                                   |
| 1966 | Verzeih’ die dummen Tränen –                          | DE21 (1 Mt.)DE | — | englisches Original: My Love (Autor: Tony Hatch), deutscher Text: Günter Loose | 23. Mai 1966 Vogue 14489 B-Seite: Deine Liebe ist wunderbar   |
| 1966 | So wunderbar verliebt zu sein –                       | DE28 (2 Mt.)DE | — | englisches Original: I Couldn't Live Without Your Love (Autoren: Tony Hatch, Jackie Trent), deutscher Text: Lawrence Montague, Peter Poll                                                                                         | 10. September 1966 Vogue 14561 B-Seite: Wunderschön wie heut′ |
| 1967 | Love – so heißt mein Song –                           | DE23 (2 Mt.)DE | — | englisches Original: This Is My Song (Autor: Charles Chaplin), deutscher Text: Joachim Relin | 1. März 1967 Vogue 14605 B-Seite: Happy Journey               |
| 1967 | Alle Leute wollen in den Himmel –                     | DE28 (1½ Mt.)DE | AT18 (1 Mt.)AT | französisches Original: Tous le monde (Musik: Jean Joseph Kluger), deutscher Text: Carl-Ulrich Blecher | 3. September 1967 Vogue 14642 B-Seite: Schade                 |

grau schraffiert: keine Chartdaten aus diesem Jahr verfügbar
Weitere Singles
| A- / B-Seite                                        | Vogue Katalog-Nr. | Veröffentlichung |
| --------------------------------------------------- | ----------------- | ---------------- |
| St. Tropez / Du bist mein Anfang und mein Schluß    | 14027             | Oktober 1962     |
| Dancing in the Moonlight / Hula Hawaiiana           | 14032             | Januar 1963      |
| Mister Wunderbar / Wie ein Mann                     | 14218             | November 1964    |
| Downtown / Darling Chéri                            | 14297             | Dezember 1964    |
| Come On My Boy / Darling verzeih’                   | 14345             | Mai 1965         |
| Es kann kein Wunder größer sein / Komm tanz mit mir | 14596             | 1967             |
| Kiss Me Goodbye / Laß keinen Tag vergehn            | 14719             | 1968             |
| Vom Wind verweht / Du bist für mich ein Mann        | 14772             | 1968             |
| Melodie Man / Nimm dir die Zeit                     | 11047             | 1970             |
| Das ist mein Leben, Cherie / So wie du              | 11149             | 1971             |

## Statistik

### Chartauswertung
|                     | DE    | AT    | CH    | UK     | US     |
| ------------------- | ----- | ----- | ----- | ------ | ------ |
| Nummer-eins-Alben   | DE—DE | AT—AT | CH—CH | UK—UK  | US—US  |
| Top-10-Alben        | DE—DE | AT—AT | CH—CH | UK—UK  | US—US  |
| Alben in den Charts | DE—DE | AT—AT | CH—CH | UK10UK | US14US |

|                       | DE     | AT    | CH    | UK     | US     |
| --------------------- | ------ | ----- | ----- | ------ | ------ |
| Nummer-eins-Singles   | DE2DE  | AT—AT | CH—CH | UK2UK  | US2US  |
| Top-10-Singles        | DE5DE  | AT1AT | CH—CH | UK12UK | US6US  |
| Singles in den Charts | DE18DE | AT2AT | CH—CH | UK28UK | US22US |

### Auszeichnungen für Musikverkäufe
Anmerkung: Auszeichnungen in Ländern aus den Charttabellen bzw. Chartboxen sind in ebendiesen zu finden.
| Land/RegionAuszeichnungen für Musikverkäufe (Land/Region, Auszeichnungen, Verkäufe, Quellen) | Silber     | Gold  | Platin | Verkäufe  | Quellen   |
| -------------------------------------------------------------------------------------------- | ---------- | ----- | ------ | --------- | --------- |
| Vereinigte Staaten (RIAA)                                                                    | —          | Gold1 | —      | 1.000.000 | riaa.com  |
| Vereinigtes Königreich (BPI)                                                                 | 3× Silber3 | —     | —      | 320.000   | bpi.co.uk |
| Insgesamt                                                                                    | 3× Silber3 | Gold1 | —      |           |           |